# Minny Luimstra-Albeda
Mintje (Minny) Luimstra-Albeda (Rotterdam, 8 april 1935 – Zeewolde, 3 december 2024) was een Nederlands politica namens het CDA. Ze was wethouder van Amsterdam en lid van de Eerste Kamer. Ze was een zus van oud-minister Wil Albeda.

## Loopbaan
Luimstra-Albeda was vanaf 1973 regionaal consulente van het KVO (Koninklijk Verbond van Ondernemers), later KNOV (Koninklijk Nederlands Ondernemers Verbond) en werkzaam op het secretariaat van de Amsterdamse Middenstanders Centrale. Ze was gehuwd met Halbe Luimstra (1933-2016) en kreeg drie kinderen. Toen die wat ouder waren, ging ze de politiek in waarmee ze haar broers volgde. Ze werd in 1981 lid van het CDA en kwam een jaar later in de Amsterdamse gemeenteraad. Ze werd direct wethouder met de portefeuille kunstzaken, bejaardenzorg en welzijn. Op haar benoeming kwam kritiek vanwege haar gebrek aan ervaring. Na de Nederlandse gemeenteraadsverkiezingen 1986 werd zij wederom wethouder, nu met de portefeuille van cultuur, monumentenzorg, jeugdzaken en volksontwikkeling. In deze periodes kreeg zij te maken met flinke bezuinigingen op de cultuursector die haar ingrepen op flinke kritiek deden stuiten. Ook de benoeming in 1985 van Wim Beeren tot directeur van het Stedelijk Museum Amsterdam was een lastig dossier voor haar. Als wethouder opende Luimstra-Albeda in 1983 het Monument Holendrecht en sloeg in 1987 de eerste paal voor het Homomonument bij de Westerkerk. Ze was voorzitster van de Commissie Meewerkende Vrouw die in 1986 het rapport Loon naar Werken aanbood aan staatssecretaris Albert-Jan Evenhuis waarin aanbevelingen gedaan werden om de positie van vrouwen in het bedrijfsleven te verbeteren. In 1991 werd ze gedecoreerd tot officier in de Orde van Oranje-Nassau.
In november 1992 kwam Luimstra-Albeda tussentijds in de Eerste Kamer waar ze Virginie Korte-van Hemel opvolgde die lid van de Raad van State in buitengewone dienst was geworden. Ze voerde het woord over culturele onderwerpen en was vanaf 1995 tot het einde van haar lidmaatschap medio 1999 fractiesecretaris. Luimstra-Albeda bekleedde diverse bestuursfuncties bij maatschappelijke organisaties. Ze was onder meer voorzitster van de Walter Süskind Stichting, voorzitster van het stichtingsbestuur van het Bijbels Museum Amsterdam (vanaf 1993), lid van het bestuur van het Nederlands Philharmonisch Orkest en lid van het bestuur van het Centrum voor Orthopedietechniek.
- Parlement.com: vg09llpjwfs9